# Storbyområde
 Der er for få eller ingen kildehenvisninger i denne artikel, hvilket er et problem. Du kan hjælpe ved at angive troværdige kilder til de påstande, som fremføres i artiklen.

Storbyområde, metropolregion, metropolområde eller blot metroregion er betegnelsen for et større befolket område centreret omkring en storby En metroregion behøver i modsætning til et byområde ikke være sammenhængende bebygget, men det er nok, hvis det danner en befolket enhed, hvor trafik og økonomiske forhold alle hænger sammen med tilstødende områder.

## Definitioner
Definitionen på storbyområder og metropolregioner er forskellige fra land til land, og især i Europa er det svært præcist at definere termen, da befolkningstætheden er så stor på det meste af kontinentet. Ruhrdistriktet i Tyskland er dog et godt eksempel på et storbyområde (på tysk en metropolregion) med flere centre. De største europæiske metropolregioner ligger omkring London og Paris. En af verdens største metropolregioner er området omkring den japanske sydøstkyst omkring Japans hovedstad Tokyo, hvor ca. 35 millioner indbyggere bebor et område på ca. 13.000 km².
I Danmark benyttes metropolregion-begrebet ikke. I stedet benyttes officielt byområdebegrebet. For København benyttedes tidligere Hovedstadsregionen som betegnelse. Et nyt begreb byregion bruges om Øresundsregionen og Byregion Østjylland. Bag disse begreber ligger et ønske om, at byregionerne over tid kan udvikle sig til egentlige metropolregioner.

### EØSU
EØSU definerer et storbyområde på følgende måde:
| Citat | Enten en storby eller en polycentrisk gruppe af byer, hvor begge kategorier omfatter omkringliggende mindre kommuner og landområder, og hvor hvert storbyområde udgør en kritisk masse af mindst 500 000 indbyggere (eller væsentligt flere). Storbyområder er funktionelle regioner, der udgør store økonomiske områder og arbejdsmarkeder. De svarer som regel ikke til (mangeårige) administrative enheder som provinser og distrikter. Storbyområderne er vigtige knudepunkter i det transeuropæiske transportnet, men samtidig har de også selv komplekse transportnet. | Citat |
|       | |       |